# Serebrianka (obwód doniecki)
Serebrianka (ukr. Серебрянка) – wieś na Ukrainie, w obwodzie donieckim, w rejonie bachmuckim, w hromadzie Siewiersk. W 2001 liczyła 1111 mieszkańców.